# Balladen om sångfåglar och ormar
Balladen om sångfåglar och ormar (engelska: The Ballad of Songbirds and Snakes) är en dystopisk roman från 2020 skriven av Suzanne Collins, samt en prequel-roman till den ursprungliga trilogin i bokserien Hungerspelen. Den släpptes för första gången i USA den 19 maj 2020 av förlaget Scholastic. Boken lanserades virtuellt på grund av covid-19-pandemin. Den svenska ljudboksversionen är uppläst av Kristofer Kamiyasu.
I juni 2019 tillkännagav filmbolaget Lionsgate att en filmatisering av boken var under utveckling. Filmen hade biopremiär i Sverige den 17 november 2023.